# Royale Union saint-gilloise
Maillots
Actualités
Dernière mise à jour : 3 août 2025.
La Royale Union Saint-Gilloise, abrégée en Union Saint-Gilloise ou encore RUSG ou plus communément L’Union, est un club de football belge fondé en 1897 et basé dans la commune bruxelloise de Forest, bien qu'il fasse référence à la commune de Saint-Gilles.
Depuis les années 1920, son stade est situé sur le territoire de la commune voisine de Forest et le club est porteur du matricule 10. Ses couleurs sont le bleu et le jaune.
L'Union est un des clubs les plus titrés de l'histoire du football belge. Son apogée se situe avant la Seconde Guerre mondiale. Dans le langage familier, le club est devenu l'Union 60 à la suite d'une série de 60 matchs d'affilée sans concéder la moindre défaite entre 1933 et 1935.
Le club remporte le titre en Division 1B lors de la saison 2020-2021 et retrouve ainsi l’élite du football belge, 48 ans après l'avoir quittée. Une fois cette élite retrouvée, l'Union joue la tête du championnat mais rate le titre de peu à deux reprises. Elle le remporte finalement lors de la saison 2024-2025 durant laquelle l'équipe redevient championne de Belgique, 90 ans après son dernier titre. Un an auparavant, elle avait remporté la coupe de Belgique 2024.
C'est sa 116e saison en séries nationales et sa 62e parmi l'élite.

## Histoire

### Prémices (1897-1900)

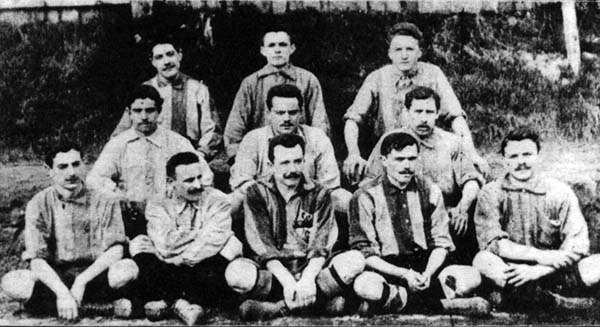
Union Saint-Gilloise (1903-1904).
Assis de gauche à droite : Max Tobias, Alexandre Wigand, Gustave Vanderstappen, Pierre Destrebecq, Charles Vanderstappen.
Milieu : Guillaume Vanden Eynde, Paul Grumeau, Jack Romdenne.
Debout : François Leroy, Joseph Vanderstappen, Edgard Poelmans.

Créé le 1er novembre 1897 par une bande de copains, l'Union Saint-Gilloise s'affilie l'année suivante a l'UBSSA, ancêtre de l'URBSFA où elle reçoit le matricule 10. Elle y commence en deuxième division de la série du 
Brabant. Lors de ses premières années d'existence, le club joue sur des terrains situés à Uccle, Saint-Gilles et Forest.

### Sept premiers titres de champion de Belgique avant la Première Guerre mondiale (1900-1914)
Pour la saison 1900-1901, le club termine premier de sa série et est promu en première division. Le club alterne les bons résultats, remportant trois fois le challenge international du Nord et allant même à être sept fois champion en première division jusqu'en 1914-1915, date d'arrêt de la compétition pour cause de Première Guerre mondiale.
En marge de la création de la FIFA le 24 mai 1904, un match de gala opposa la France à l'Union Saint-Gilloise, match où l'Union s'imposera de trois buts à un au stade du Vivier d'Oie à Uccle.

### Quatre nouveaux titres de champion de Belgique pendant l'entre-deux-guerres (1914-1935)
Peu de temps après la guerre, l'Union joue dans son nouveau stade du Parc Duden. Cette période est aussi synonyme de performance dans les années 1920 avec un 8ème titre de champion de Belgique en 1923. aux alentours des années 1930, le club connaît un coup de mou. En 1931, le club rebaptise son stade du Parc Duden en stade Joseph Marien en l'honneur de son ancien président. Mais lors des saisons 1933, 1934 et 1935, l'Union revient au premier plan du football belge et est trois fois championne en trois ans en accumulant les bonnes performances car l'Union aligne 60 matchs consécutifs sans connaître la défaite. Finalement, le rival, le Daring Club de Bruxelles mettra fin à ce record qui n'a toujours pas été égalé à ce jour en Division 1. Pour cette performance, le club recevra le surnom d'Union 60.
En 1934, le club se voit remettre le Trophée national du Mérite sportif.

### Poursuite en première division (1935-1948)
Après ses trois titres de champion de Belgique, l'Union reste dans le tiercé de tête lors des trois championnats suivants dont deux sont remportés par le rival bruxellois du Daring. Par la suite, les Unionistes perdent quelques places et se classent généralement dans le ventre mou du classement.

### Première relégation puis retour en première division (1949-1962)
Après avoir connu les quarante premières saisons au sein de l'élite belge, l'Union termine à la dernière place du championnat de Belgique 1948-1949 et bascule pour la première fois de son histoire au niveau inférieur. Dès l'année suivante, l'Union et le Daring sont en lutte pour tenter de regagner l'élite mais ce sont les voisins du Daring qui remportent le titre synonyme de remontée en division d'honneur. Ce n'est que partie remise car la saison suivante (championnat de Belgique de deuxième division 1950-1951), l'Union est championne et réintègre l'élite deux années après l'avoir quittée. Ensuite, l'Union passe douze saisons en division 1 dont une troisième place acquise lors du championnat 1955-1956 sous la houlette de l'entraineur André Vandeweyer, ancien gardien de but de légende du club.

### Dix saisons entre première et deuxième divisions (1963-1972)
Club familial, l'Union ne franchit pas l'écueil du professionnalisme. La sanction ne se fit pas attendre. L'Union bascule en division 2 à l'issue du championnat 1962-1963 qu'elle termine à la 15e place. Ce purgatoire en D2 ne dure qu'une seule saison car, dès l'année suivante, l'USG est championne de division 2 devant Tilleur et réintègre l'élite du football belge pour le championnat 1964-1965. Ce retour en D1 est éphémère avec une 15e place renvoyant les Bruxellois une nouvelle fois en division 2 pour la saison suivante. Après trois saisons passées en D2 , l'Union remonte en division 1 en 1968. Elle passe ses cinq dernières saisons du XXe siècle parmi l'élite belge en étant classée dans la seconde moitié du classement malgré la présence de son entraineur Guy Thys pendant quatre saisons, de son défenseur Léonard Roufosse, de son milieu de terrain luxembourgeois Paul Philipp et de son attaquant Jacques Teugels avant son passage au Racing White.

### Descente dans les séries nationales (1973-2018)
Reléguée à l'issue du championnat 1972-1973 de division 1 en même temps que l'autre club bruxellois du Crossing, l'Union entame une traversée du désert qui durera presque cinq décennies. Pour la première fois de son histoire, elle chute en division 3 en 1975 mais remonte en D2 dès le championnat suivant. Les saisons 1979-1980 et 1980-1981 s'avèrent catastrophiques avec deux descentes successives. Le club connaît ainsi la Promotion, la quatrième division belge, de 1981 à 1983. Ensuite, le club se cantonne souvent à la troisième division avec quelques retours épisodiques en deuxième division. En 2015, les Unionistes rejoignent la D2, s'y maintiennent et commencent à opérer leur redressement sous le coaching de Marc Grosjean.

### Le retour au plus haut niveau (2018-2022)

#### Saison 2018-2019: demi-finaliste de la coupe de Belgique
Le club est racheté en 2018 par le propriétaire anglais de Brighton and Hove Albion, Tony Bloom. Alex Muzio est nommé président et Philippe Bormans est le CEO. Le club, stabilisé en D1B, revoit ses ambitions sportives à la hausse, comme en témoigne son projet de rénovation du stade Joseph Marien, obligeant l'Union à déménager temporairement au stade du Heysel. Luka Elsner est nommé entraineur.
Si le premier coup d'éclat sera une victoire cinglante (0-3) sur le voisin du Sporting d'Anderlecht lors de l'édition 2018-2019 de la coupe de Belgique, puis une accession à la demi-finale de cette même coupe après une victoire face au KRC Genk, l'Union devra encore attendre avant d'envisager une montée en D1A, devancée par le KV Malines, qui réalise le doublé Championnat de D1B-Coupe de Belgique.

#### Saison 2019-2020: quatrième en division 1B
L'année suivante, l'Union manque également le coche en finissant quatrième de la série derrière le duo formé par OHL et le Beerschot, qui montent tous les deux en D1A à la faveur d'une réforme du championnat de première division (passant de 16 à 18 équipes) accélérée par la crise du coronavirus pendant la saison 2019-2020.

#### Saison 2020-2021: champion en division 1B et montée en division 1A

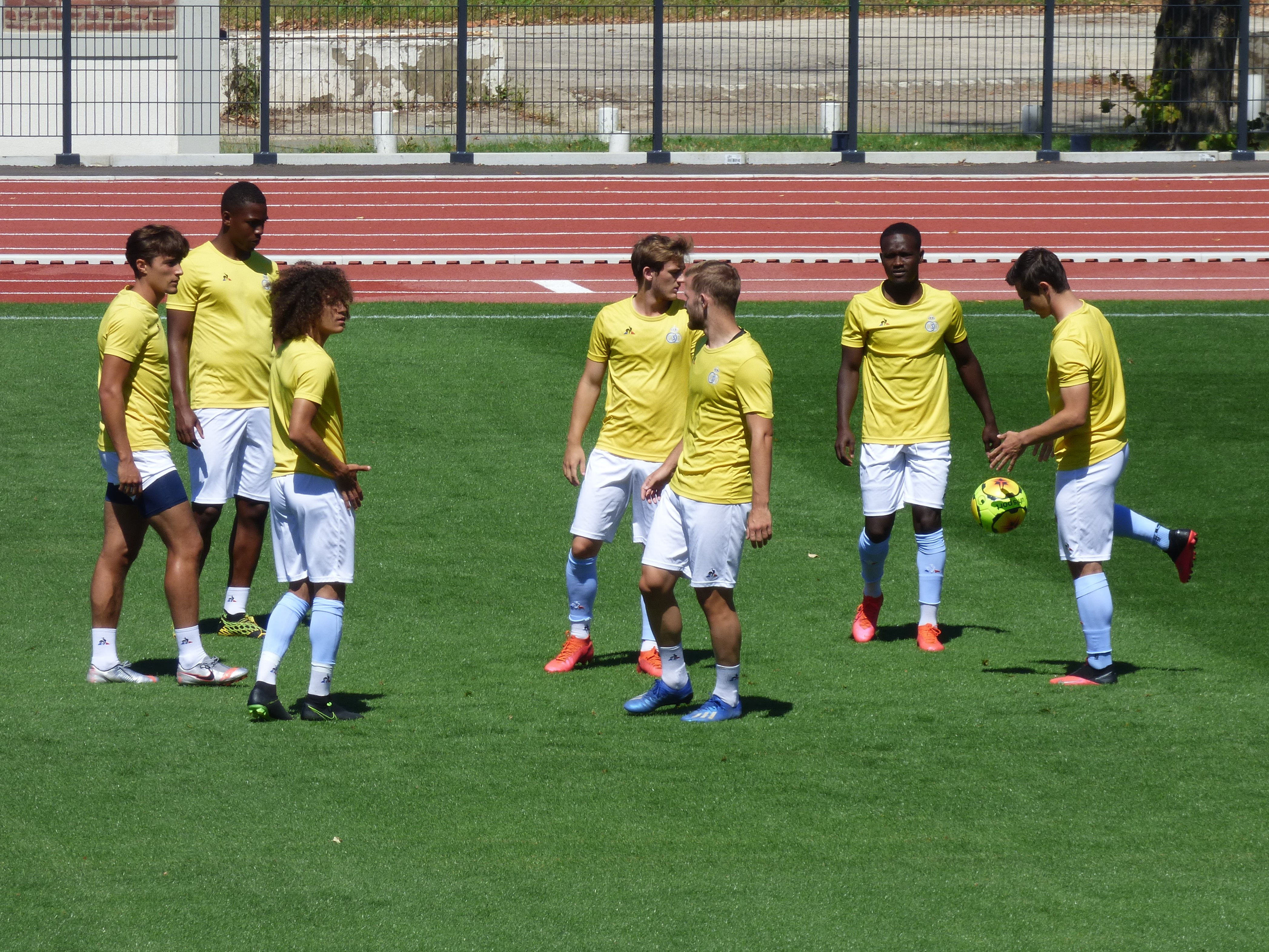
L'Union en 2020, avant une rencontre amicale face au RC Lens.

Finalement, après plusieurs tentatives, l'Union trouve en Felice Mazzù, ancien entraîneur de Charleroi et du KRC Genk, et ses nouveaux renforts (Casper Nielsen, Loïc Lapoussin, Deniz Undav, Dante Vanzeir, Christian Burgess, Anthony Moris, etc.) issus d'un recrutement intelligent des hommes providentiels.
Au terme de la saison, ces derniers mèneront l'équipe vers le titre, avec pas moins de 18 points d'avance sur leurs dauphins.
Ils vont ainsi décrocher le trophée de division 1B et la promotion vers la Division 1A en 2020-2021, à la suite d'une saison sérieuse.
Cette saison voit par ailleurs renaître le « derby de la Zwanze » (qui opposait traditionnellement l'Union et le Daring, ancêtre du RWDM) en séries nationales avec l'intégration du RWDM à la D1B.
Le club écrase la concurrence, enregistrant un total record de 70 points en 28 matches, soit 18 unités de plus que son premier poursuivant, le RFC Seraing. Il réintègre l'élite belge 48 années après l'avoir quittée. Le match du titre se déroule le samedi 13 mars 2021 contre le voisin du RWDM dans un stade Mariën vide suite aux mesures anti-Covid. Ce soir-là, l'Union, victorieuse 2-1, alignait les titulaires suivants : Anthony Moris, Christian Burgess, Ismaël Kandouss, Siebe Van der Heyden, Guillaume François (buteur), Edisson Jordanov, Teddy Teuma (capitaine), Mathias Fixelles, Casper Nielsen, Dante Vanzeir et Deniz Undav (buteur).

#### Saison 2021-2022: vice-champion de Belgique
De retour en première division après 48 ans d'absence pour la saison 2021-2022, l'Union a tout d'un oiseau pour le chat avec son petit budget et son stade vétuste malgré une foule de supporteurs toujours plus nombreux. Pourtant, l'Union caracole en tête du classement de la D1A à la mi-championnat malgré une élimination en coupe de Belgique, enregistrant même 9 points d'avance sur le pourtant dominant Club Bruges après 23 journées, éveillant chez les supporteurs le rêve d'un 12e titre de champion, 87 ans après le dernier sacre en 1935. Par ailleurs, l'Union s'arroge les deux derbys bruxellois de la phase classique du championnat contre le voisin du RSC Anderlecht, tant à l'extérieur (victoire 1-3) qu'à domicile (victoire 1-0). En tête du championnat à la fin de la phase classique avec cinq points d'avance sur le Club Bruges, l'Union Saint-Gilloise est in extremis dépassée par les Brugeois lors des play-offs et obtient finalement le titre de vice-champion de Belgique 2021-2022, se qualifiant pour le troisième tour des qualifications pour la Ligue des champions 2022-2023.
Les Unionistes vice-champions de Belgique les plus utilisés sont : Anthony Moris, Christian Burgess, Ismaël Kandouss, Bart Nieuwkoop, Siebe Van der Heyden, Casper Nielsen, Teddy Teuma (capitaine), Jean Thierry Lazare, Loïc Lapoussin, Dante Vanzeir et Deniz Undav.

#### Saison 2022-2023: quart de finaliste européen et troisième du championnat

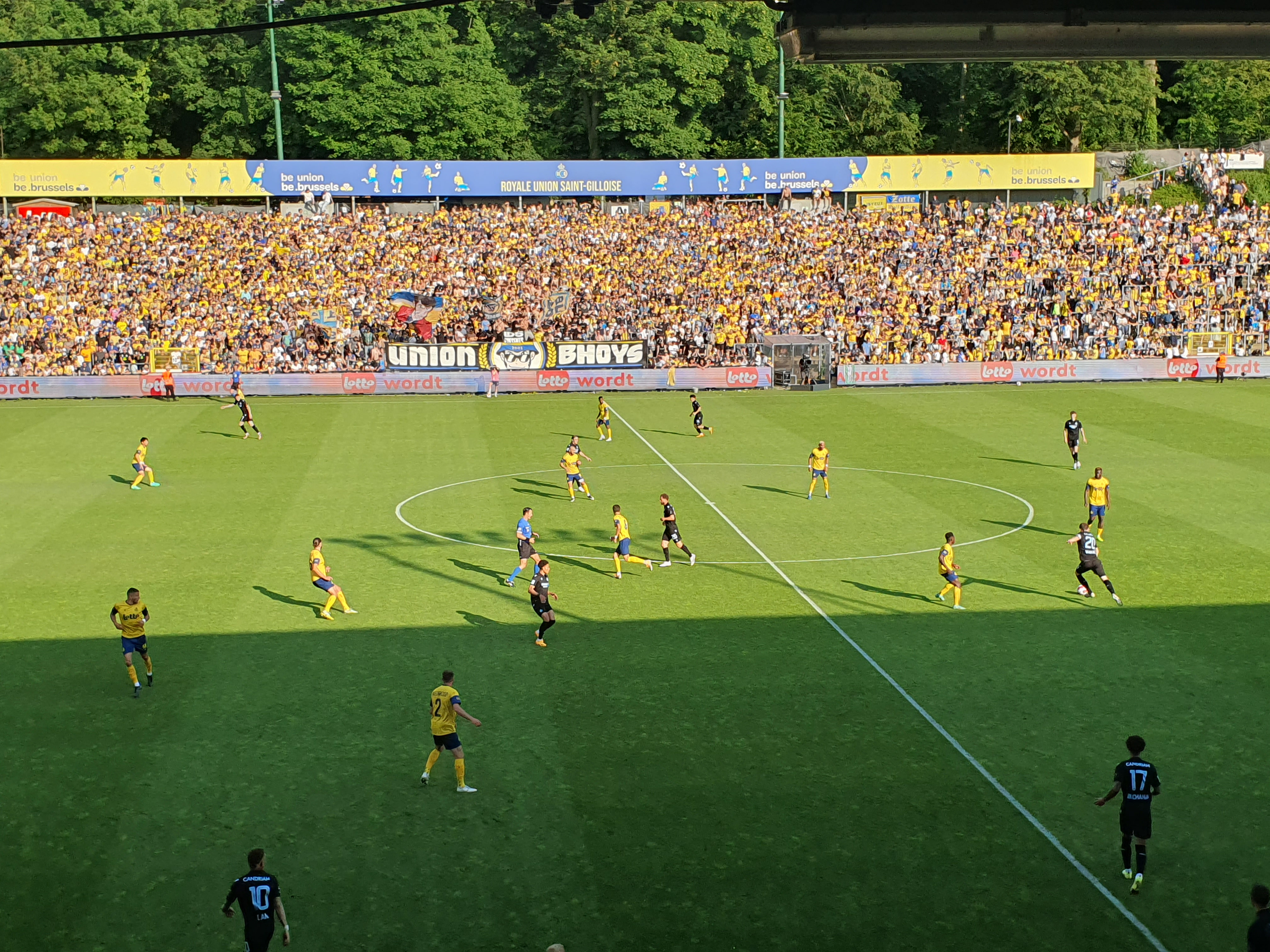
Le dernier match de la saison, Royale Union saint-gilloise - Club Bruges en 2023.

L'Union doit se séparer de deux de ses meilleurs éléments, Casper Nielsen parti à Bruges et Deniz Undav à Brighton, mais transfère le jeune attaquant nigérian Victor Boniface ainsi que Gustaf Nilsson. Le T2 Karel Geraerts devient TI, remplaçant Felice Mazzù parti entraîner le voisin et rival anderlechtois.
Après un début de championnat moyen, l'équipe remonte au classement et se maintient pendant la seconde partie de la phase régulière à la deuxième place en talonnant le KRC Genk malgré le départ pendant le mercato d'hiver de Dante Vanzeir vers les Red Bulls de New York en MLS. L'Union termine la phase régulière avec le même nombre de points (75) et de victoires que le KRC Genk, premier grâce à une meilleure différence de buts. L'équipe participe ainsi pour la seconde fois consécutive aux play-offs 1.
Lors de la dernière journée des play-offs 1, l'Union est virtuellement championne entre la 46e (but de Simon Adingra) et la 89e minute en menant 1-0 contre le Club Bruges, mais les Brugeois égalisent à ce moment puis gagnent le match 1-3, mettant fin aux espoirs de titre des Unionistes qui terminent troisième du championnat remporté sur le fil par l'Antwerp. Le club jouera la saison prochaine les barrages de la Ligue Europa 2023-2024.
Le club réalise aussi un très beau parcours en coupe de Belgique, en éliminant entre autres La Gantoise (4-0) et en atteignant les demi-finales où il est sorti de la compétition par l'Antwerp après une séance de tirs au but.
Le retour européen de l'Union commence au troisième tour des qualifications pour la Ligue des champions par une victoire 2-0 contre les Glasgow Rangers mais le retour en Écosse (défaite 3-0) renvoie les Unionistes en poule de la Ligue Europa. Cette poule D se compose de l'Union Berlin, du SC Braga et de Malmö FF. Alors qu'elle ne partait pas du tout favorite, l'Union termine première de cette poule avec quatre victoires et 13 points en six matches. Qualifiés directement pour les huitièmes de finale, les Saint-Gillois retrouvent l'Union Berlin sur leur chemin et éliminent les Allemands après un match nul 3-3 à Berlin et une belle victoire 3-0 au match retour.
En quarts de finale, l'Union joue contre un nouvel adversaire allemand, le Bayer Leverkusen, mais doit s'incliner au match retour (défaite 1-4) après un match nul 1-1 en Allemagne. Ce premier bilan européen est positif avec 6 victoires, 3 nuls et 3 défaites. Le stade Joseph Marien ne correspondant pas aux normes de l'UEFA, l'Union a joué ses quatre premières rencontres européennes au stade Den Dreef d'Oud-Heverlee Louvain puis les deux suivantes au Lotto Park à Anderlecht malgré les réticences de nombreux supporteurs.
L'équipe type de la seconde moitié de saison se compose d'Anthony Moris, Christian Burgess, Ismaël Kandouss, Bart Nieuwkoop, Siebe Van der Heyden, Senne Lynen, Teddy Teuma (capitaine), Jean Thierry Lazare, Loïc Lapoussin, Simon Adingra et Victor Boniface.

### Trois trophées dans l'élite (depuis 2023)

#### Saison 2023-2024: coupe de Belgique et vice-champion
En désaccord avec sa direction pour des divergences financières au niveau d'un nouveau contrat, l'entraineur Karel Geraerts quitte le club. Il est remplacé par l'Allemand Alexander Blessin, naguère actif au KV Ostende (de 2020 à 2022). Plusieurs cadres de l'équipe sont aussi en partance comme le capitaine Teddy Teuma vers le Stade de Reims, Ismaël Kandouss à La Gantoise, Victor Boniface au Bayer Leverkusen pour une somme annoncée de 20 M.€, Siebe Van der Heyden au RCD Majorque, Bart Nieuwkoop à Feyenoord Rotterdam et Simon Adingra (fin de prêt). On note les arrivées du défenseur argentin Kevin Mac Allister, du défenseur belge Alessio Castro-Montes, du milieu belge Charles Vanhoutte, de l'ailier norvégien Mathias Rasmussen et de l'attaquant algérien Mohamed Amoura. Des joueurs moins utilisés la saison précédente acquièrent des places de titulaires comme Cameron Puertas, Koki Machida et Dennis Eckert.

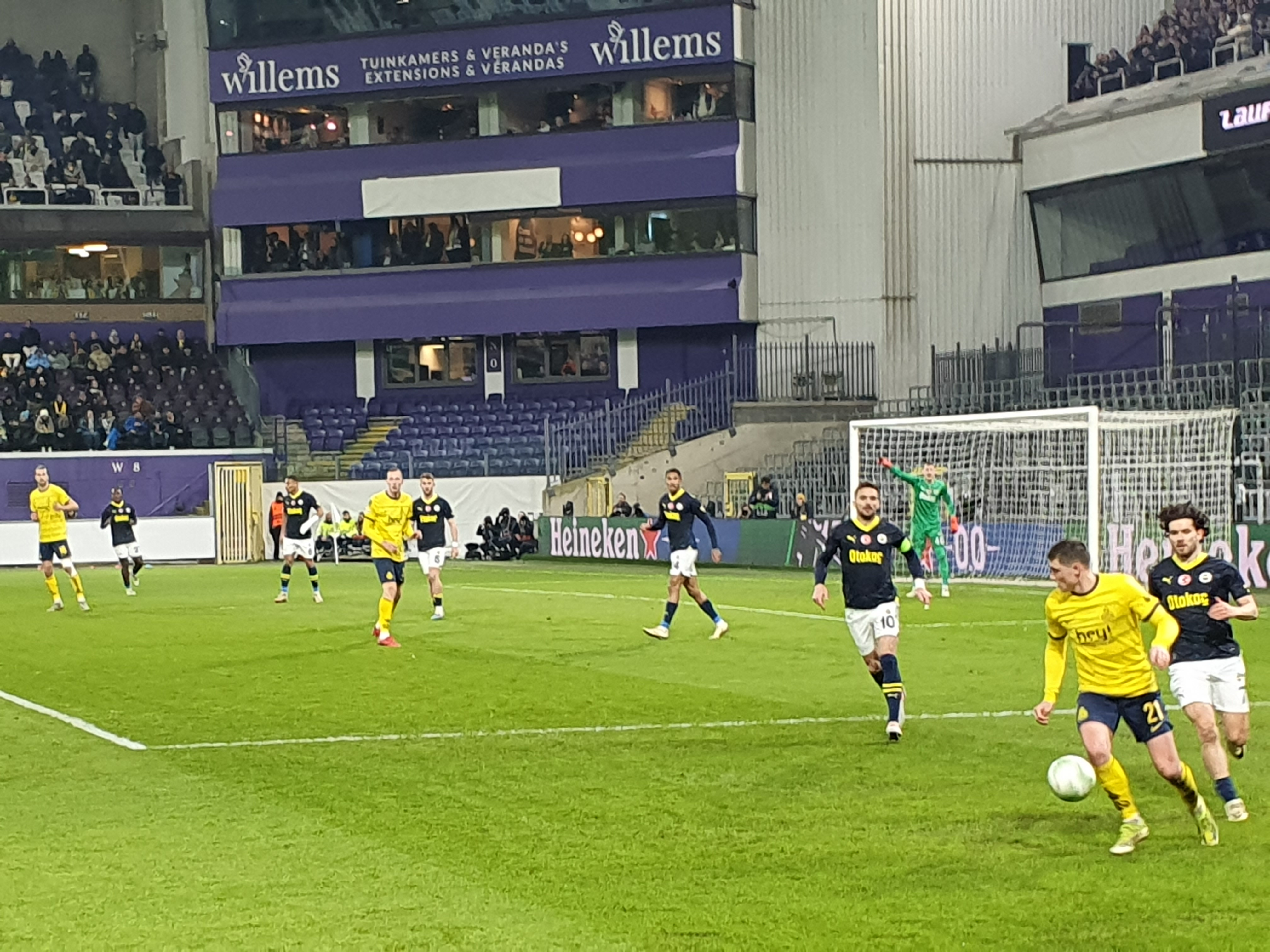
Faute d'avoir vu le début de construction du nouveau stade, les Saint-Gillois évoluent contre le Fenerbahçe au Lotto Park, en 2024.

Les Unionistes participent aux barrages de la Ligue Europa 2023-2024 où ils sont confrontés aux Suisses du FC Lugano. Vainqueurs des deux matches (2-0 et 0-1), les Bruxellois accèdent comme la saison précédente à la phase de groupes de cette compétition. Ils héritent d'une poule E relevée en compagnie du FC Liverpool, de Toulouse FC et des Autrichiens de LASK.
Troisième de ce groupe malgré une victoire historique 2-1 contre le FC Liverpool lors de la dernière journée, il se qualifient pour les barrages de la Ligue Europa Conférence où ils rencontrent l'Eintracht Francfort. Après un match nul 2-2 à domicile, les Unionistes l'emportent 1-2 à Francfort et poursuivent leur aventure européenne. En huitièmes de finale, ils affrontent les Turcs de Fenerbahçe. Battus 0-3 à domicile face à des Turcs très réalistes et auteurs de deux buts en fin de match, les Saint-Gillois quittent la scène européenne par un baroud d'honneur en s'imposant méritoirement 0-1 à Istanbul.
En coupe de Belgique, l'Union atteint la finale contre l'Antwerp, 110 ans après sa dernière finale. Auparavant, les Jaunes et Bleus ont éliminé successivement le RFC de Meux, le SK Beveren, le Sporting d'Anderlecht et le Club de Bruges. Le 9 mai 2024, l'équipe décroche un trophée que le peuple unioniste attendait depuis trop longtemps. À la suite d'un corner rentrant, Koki Machida vient reprendre le ballon pour le mettre à l'intérieur du petit filet anversois, À la 46e minute soit dans le temps additionnel. Le résultat ne bouge pas, 1 à 0 pour les Saint-Gillois. Ce succès met fin à une disette que le club connaissait depuis sa montée, en allant au bout de son parcours. Cette troisième coupe de Belgique est remportée 110 ans après la précédente (coupe de Belgique de football 1913-1914) et représente le premier trophée remporté par le club depuis 89 ans, avec le titre de champion de Belgique en 1935. Le onze de base de cette finale historique est composé d'Anthony Moris (capitaine), Christian Burgess, Koki Machida, Kevin Mac Allister, Mathias Rasmussen, Alessio Castro-Montes, Loïc Lapoussin, Cameron Puertas, Charles Vanhoutte, Gustaf Nilsson et Mohamed Amoura.
Pour la troisième saison consécutive, les Unionistes performent au niveau du championnat de Belgique et sont sacrés champions d'automne après la première moitié de la phase régulière (15 matches) en comptant quatre points d'avance sur leur voisin anderlechtois, avec notamment Mohamed Amoura comme buteur et Cameron Puertas en donneur d'assists. Ils terminent l'année 2023 (20 matches joués) en tête du championnat avec 6 points d'avance sur Anderlecht. Après un mercato hivernal quasiment inexistant permettant de conserver toutes leurs forces vives, ils poursuivent leurs bons résultats en 2024 et concluent la phase régulière du championnat à la première place avec sept points d'avance sur Anderlecht, augurant un duel bruxellois avec les Mauves et Blancs pour le titre lors des play-offs 1.
L'Union entame les play-offs 1 de la pire manière possible en enchaînant quatre défaites consécutives, reléguant les Jaunes et Bleus à la troisième place du classement. Revenant bien dans le parcours, ils sont vice-champions de Belgique en échouant à un point du Club Bruges qui avait terminé la phase régulière avec 19 points de moins que l'Union et entamé la ces play-offs avec un déficit de 9 points. Lors de la dernière journée, les Brugeois qui jouaient contre le Cercle encaissent en toute fin de match un but qui les auraient privé du titre au profit de l'Union mais ce but est finalement annulé pour un hors-jeu par le VAR. Cette deuxième place qualifie les Unionistes pour le troisième tour de qualification pour non champions de la Ligue des champions 2024-2025.

#### Saison 2024-2025: supercoupe et champion de Belgique
Sébastien Pocognoli qui termina sa carrière de joueur à l'Union en 2021 et entraîna les espoirs du club la saison suivante, est le nouvel entraîneur principal en replacement d'Alexander Blessin, reparti en Allemagne. Le premier match officiel du nouveau coach rapporte d'emblée un trophée au club, l'Union battant le Club Bruges 2-1 (buts de Cameron Puertas sur pénalty et de Fedde Leysen) en Supercoupe de Belgique.

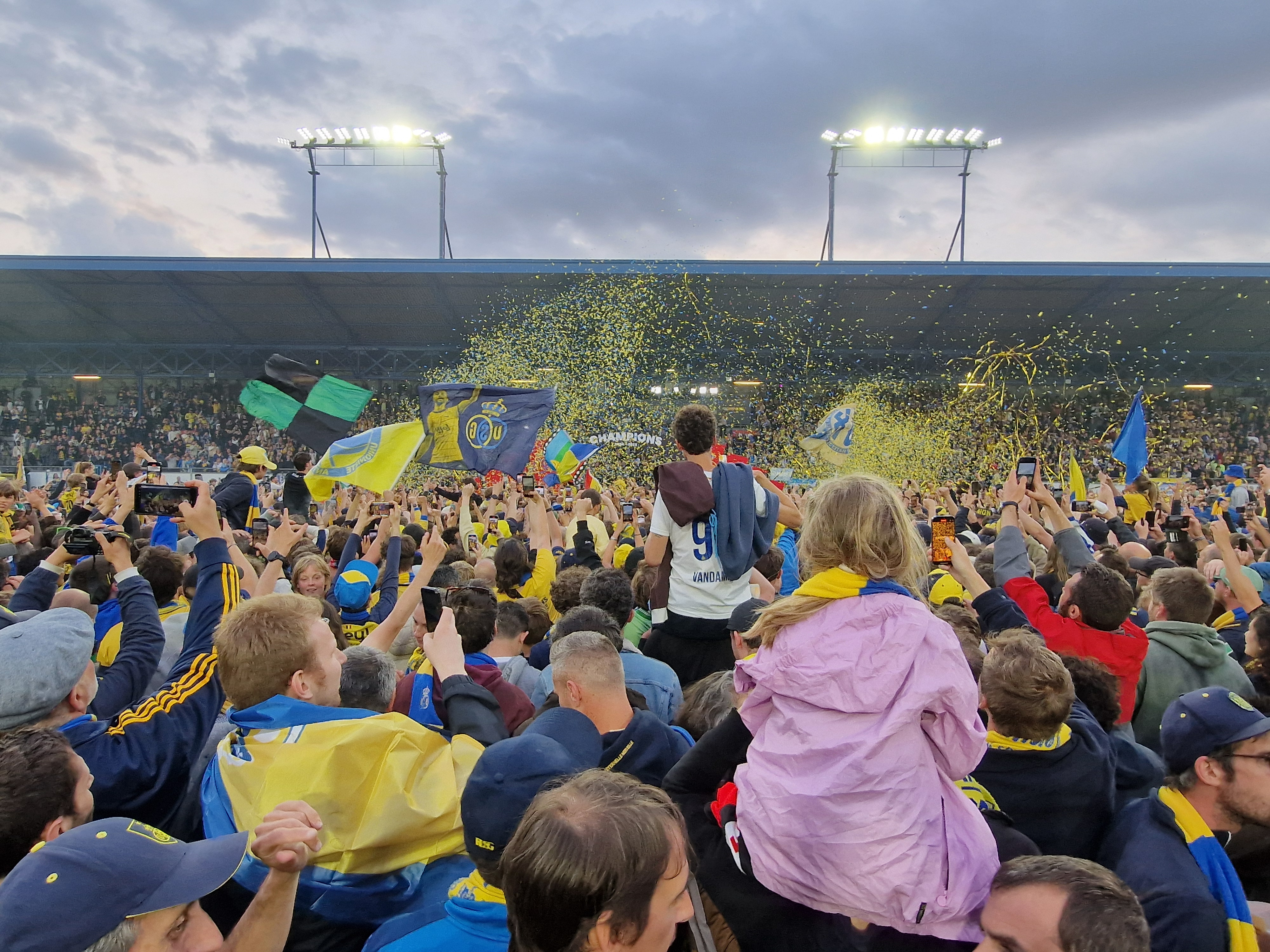
L'envahissement du terrain lors du titre de champion de Belgique de 2025

Une fois de plus, plusieurs des meilleurs éléments offensifs quittent le club : Mohammed Amoura est prêté avec option d'achat au VfL Wolfsburg, Gustaf Nilsson rejoint le Club Bruges et Cameron Puertas s'envole pour l'Arabie Saoudite et le club de Al-Qadsiah. L'Israélien Anan Khalaili, le Croate Franjo Ivanović, le Canadien Promise David, le Ghanéen Mohammed Fuseini et le Sénégalais Ousseynou Niang débarquent à Saint-Gilles avec l'espoir de les remplacer. Contrairement aux trois saisons précédentes, l'Union ne joue pas les premières rôles lors du début du championnat, terminant ainsi la première moitié de la phase régulière (15 matches) à la 8e place du classement. Mais la fin de la phase régulière du championnat voit les Unionistes progresser et prendre une place dans le top 6. La progression se poursuit et les Saint-Gillois terminent la phase régulière du championnat à la troisième place avec 55 points soit à 13 points du KRC Genk et se qualifient pour les play-offs 1. Vainqueurs de 9 matches et et auteur d'un match nul et rapportant 28 points sur 30, record de ces play-offs 1, l'Union prend la tête du championnat après 5 journées de ces play-offs et remporte le titre le 25 mai dans son stade en gagnant 3-1 contre La Gantoise, 90 ans après son dernier titre. Lors de ce match du titre historique, l'Union alignait Anthony Moris (capitaine), Christian Burgess, Koki Machida, Ross Sykes, Noah Sadiki, Anouar Ait El Hadj, Charles Vanhoutte, Anan Khalaili, Ousseynou Niang, Mohammed Fuseini et Franjo Ivanović (un but). Kevin Mac Allister était suspendu et Promise David, entré au jeu, a inscrit les deux derniers buts. Avec ce titre, les Unionistes se qualifient pour la phase de ligue à 36 équipes de la Ligue des champions 2025-2026.
Le troisième parcours européen consécutif de l'Union commence au troisième tour des qualifications pour la Ligue des champions par une double défaite contre le Slavia Prague versant automatiquement les Bruxellois dans la nouvelle phase de ligue de 36 équipes et de 8 matches de la Ligue Europa 2024-2025. Avec 11 points, 3 victoires, 3 défaites et 2 matches nuls, l'Union termine à la 21e place de cette compétition et se qualifie pour les barrages (1/16e de finale) où elle rencontre l'Ajax Amsterdam. Battue 0-2 à l'aller, l'Union renverse le cours du jeu une semaine plus tard en menant 0-2 à la Johan Cruyff Arena après 28 minutes contre des Ajacides réduits à 10. Concédant un penalty pendant les prolongations, les Unionistes sont éliminés non sans avoir dominé la rencontre, obtenu plusieurs grosses occasions de but et se voir refuser un penalty à la dernière minute pour une agression du gardien de but Remko Pasveer sur Kevin Rodríguez. La formation achève sa saison par une belle victoire en championnat, remportant le titre 90 ans après son dernier sacre.

#### Saison 2025-2026
Pour la première fois depuis Felice Mazzù en 2021, l'entraineur (Sébastien Pocognoli) reste en place pour l'entame de la nouvelle saison. Contrairement à l'édition précédente, le club perd la Supercoupe de Belgique 1-2 contre le Club Bruges. L'Union voit partir quelques éléments importants tels que son gardien de but et capitaine Anthony Moris, Koki Machida, Noah Sadiki et Franjo Ivanović parti au Benfica Lisbonne pour une somme estimée à 22,8 M €. L'attaquant autrichien Raul Florucz et le milieu de terrain algérien Adem Zorgane, en provenance du Sporting Charleroi, sont les transferts entrants les plus significatifs.

## Palmarès et statistiques

### Titres et trophées
| Compétitions officielles | Compétitions internationales |
| - Championnat de Belgique (12) : - Champion : 1904, 1905, 1906, 1907, 1909, 1910, 1913, 1923, 1933, 1934, 1935 et 2025 - Vice-champion : 1903, 1908, 1912, 1914, 1920, 1921, 1922, 1924, 2022 et 2024. - Coupe de Belgique (3) : - Vainqueur : 1913, 1914 et 2024. - Supercoupe de Belgique (1) : - Vainqueur : 2024. - Finaliste : 2025 - Championnat de Belgique de deuxième division (4) : - Champion : 1901, 1951, 1964 et 2021. - Championnat de Belgique de troisième division (3) : - Champion : 1976, 1984 et 2004. - Championnat de Belgique de quatrième division (1) : - Champion : 1983. | Compétitions actuelles - Ligue Europa (C3) : - Meilleure performance : quart de finaliste en 2023 - Ligue Europa Conférence (C4) : - Meilleure performance : huitième de finaliste en 2024 Compétitions disparues - Coupe des villes de foires (C3) : - Meilleure performance : demi-finaliste en 1958-1960 - Coupe Van der Straeten-Ponthoz (3) : - Vainqueur : 1905, 1906 et 1907 - Finaliste : 1904 - Coupe Jean Dupuich (4) : - Vainqueur : 1912, 1913, 1914, 1925 - Finaliste : 1908 |
| Compétitions régionales | Tournois saisonniers |
| - Trophée national du Mérite sportif (1) : - Vainqueur : 1934. - Trophée Jules Pappaert (4) : - Vainqueur : 1956, 1976 et 2021, 2022. - Coupe Jos Peeters (0) : - Finaliste : 2012. | - Challenge international du Nord (3) : - Vainqueur : 1904, 1905 et 1907. - Finaliste : 1908 |

### Récompenses individuelles
Cinq joueurs de l'Union Saint-Gilloise terminèrent meilleurs buteurs du championnat de D1:
- 1902-1903 :  Gustave Vanderstappen (? Buts)
- 1903-1904 :  Gustave Vanderstappen (30)
- 1909-1910 :  Maurice Vertongen (36)
- 1922-1923 :  Achille Meyskens (24)
- 1933-1934 :  Vital Van Landeghem (29)
- 2021-2022 :  Deniz Undav (26)

Deux joueurs de l'Union Saint-Gilloise terminèrent meilleurs buteurs du championnat de D2:
- 1950-1951 :  Frans Laureys (28)
- 2020-2021 :  Dante Vanzeir /  Georges Mikautadze - RFC Seraing (29)

Un joueur de l'Union Saint-Gilloise termina meilleur(s) buteur(s) de la Ligue Europa :
- Ligue Europa :  Victor Boniface /   Marcus Rashford - Manchester United  (6)

### Participation aux championnats nationaux
Statistiques mises à jour le 28 mai 2025 (terme de la saison 2024-2025)
| Niv | Divisions     | Jouées | Titres | TM Up | TM Down |
| --- | ------------- | ------ | ------ | ----- | ------- |
| I   | 1re nationale | 62     | 12     | 4     |         |
| II  | 2e nationale  | 25     | 4      | 1     | 1       |
| III | 3e nationale  | 27     | 3      | 4     | 2       |
| IV  | 4e nationale  | 2      | 1      |       |         |
| V   | 5e nationale  | 0      | 0      |       |         |
|     |               |        |        |       |         |
|     | TOTAUX        | 116    | 20     | 9     | 3       |

- TM Up : test-match pour départager des égalités, ou toutes formes de Barrages ou de Tour final pour une montée éventuelle.
- TM Down : test-match pour départager des égalités, ou toutes formes de Barrages ou de Tour final pour le maintien.

### Classements par saisons
Avant 1901, l'Union Saint-Gilloise s'illustre dans la compétition régionale du Brabant, appelée Division 2, à laquelle le club prend part pour la première fois lors de la saison 1898-1899, terminant sixième sur huit.
Classée troisième sur onze lors de sa deuxième saison, l'Union brille dès la troisième en 1900-1901. L'Union Saint-Gilloise survole cette compétition qui se termine par un tournoi final appelé Division 1. Les jaunes et bleus remportent 10 matches pour un seul partage, en ayant inscrit 57 buts pour 15 concédés. L'Union gagne la finale, et donc le titre officieux de champion, sur un score sans appel: 12-0. Son adversaire était le Daring.
Les performances unionistes amènent la Fédération belge à autoriser le club à rejoindre la plus haute division dès la saison suivante. À cette époque, aucune montée ou descente selon les seuls classements sportifs n'était encore prévue par les règlements.

### Parcours européens
L'Union Saint-Gilloise participa à cinq éditions différentes de la Coupe des villes de foires, ancêtre de la Coupe de l'UEFA devenue Ligue Europa en 2009. Les Unionistes atteignirent une fois le niveau des demi-finales. En cinq participations, l'Union fut éliminée à quatre reprises par un des deux futurs finalistes.
En 2022, après sa deuxième place au championnat, l'Union Saint-Gilloise se qualifie pour les qualifications de la Ligue des champions, 58 ans après sa dernière participation à une compétition européenne.

## Personnalités du club

### Présidents
Au cours de son histoire, le club a été dirigé par vingt-cinq présidents différents.

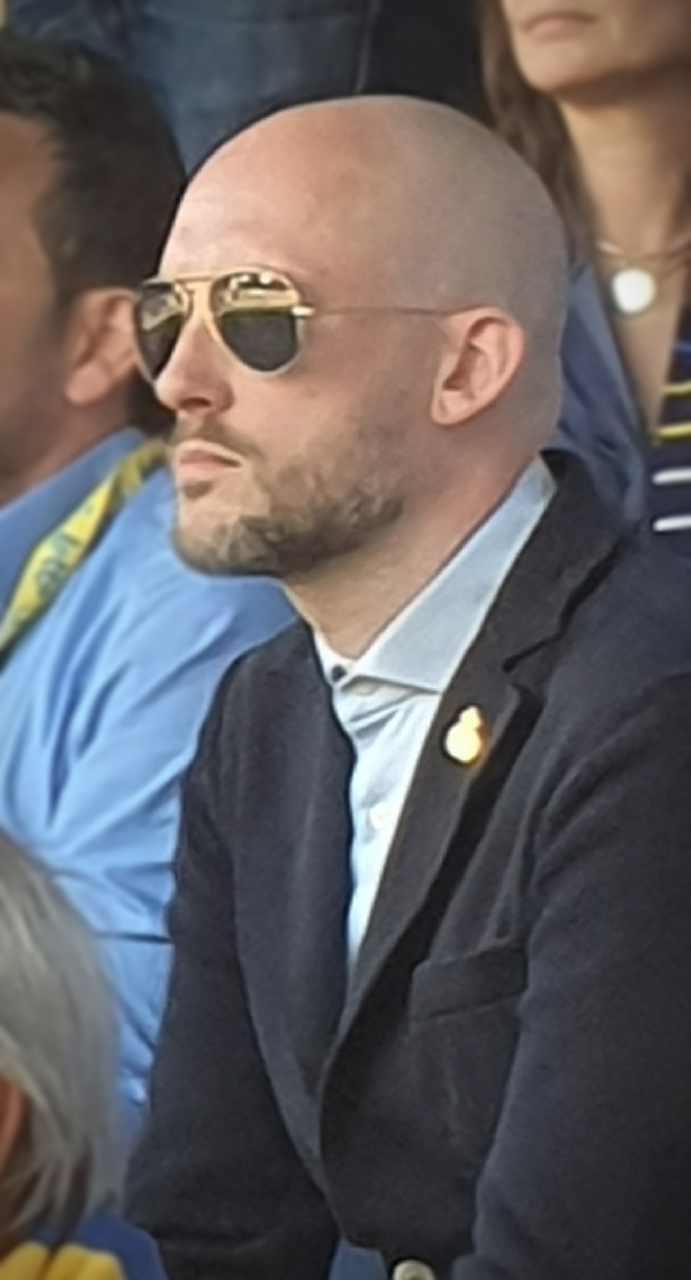
Alex Muzio, actuel propriétaire et président de la RUSG, en 2023.

| Rang | Nom                   | Période   |
| ---- | --------------------- | --------- |
| 1    | Alfred Lombaert       | 1897-1898 |
| 2    | Charles Barette       | 1898-1908 |
| 3    | Paul Grumeau          | 1908-1921 |
| 4    | Joseph Marien         | 1921-1933 |
| 5    | Émile Mouvet          | 1933-1935 |
| 6    | Louis Leysen          | 1935-1942 |
| 7    | Pierre Desmet         | 1942-1952 |
| 8    | Émile Hanse           | 1952-1963 |
| 9    | Charles Van den Borre | 1963-1973 |
| 10   | Jean Boddaer          | 1973-1975 |
| 11   | Ghislain Bayet        | 1975-1976 |
| 12   | Jean Boddaer          | 1977-1986 |
| 13   | Jean Godefroid        | 1986-1987 |

| Rang | Nom                  | Période   |  |
| ---- | -------------------- | --------- |  |
| 14   | Jacques Baugniet     | 1987-1990 |  |
| 15   | Jean Godefroid (2)   | 1990-1993 |  |
| 16   | Charles Picqué       | 1993-2000 |  |
| 17   | Willy Michielsen     | 2000-2002 |  |
| 18   | Giovanni Ravasio     | 2002-2006 |  |
| 19   | Enrico Bove          | 2006-2007 |  |
| 20   | Willy Michielsen (2) | 2007-2009 |  |
| 21   | Enrico Bove (2)      | 2009-2013 |  |
| 22   | Alain Vander Borght  | 2013-2015 |  |
| 23   | Jürgen Baatzsch      | 2015-2018 |  |
| 24   | Tony Bloom           | 2018-2019 |  |
| 25   | Alex Muzio           | 2019 -    |  |

### Entraîneurs
| Nom                    | Période   |
| ---------------------- | --------- |
| Joseph Romdenne        | 1905-1911 |
| Charles Griffiths      | 1922-1923 |
| Géza Székány           | 1927-?    |
| Charles Griffiths (2)  | 1933-1935 |
| Paul Grumeau           | 1943-1947 |
| William Aitken         | 1947-1948 |
| André Vandeweyer       | 1948-1959 |
| Edmond Delfour         | 1962-1964 |
| François Vanden Eynde  | 1964-1965 |
| André Riou             | 1965-1966 |
| Félix Week             | 1967-1969 |
| Guy Thys               | 1969-1973 |
| Georges Heylens        | 1973-1975 |
| ?                      | 1975-1988 |
| Michel De Temmerman    | 1988-1992 |
| Jean Thissen (intérim) | 1992      |
| László Fazekas         | 1992-1993 |
| Daniel Renders         | 1993-1995 |

| Nom                              | Période   |
| -------------------------------- | --------- |
| Casimir Jagiello                 | 1995-1996 |
| Fernand Schmit (intérim)         | 1996      |
| Roland Van Ginderachter          | 1996-1997 |
| Freddy Smets                     | 1997-1999 |
| Joël Crahay                      | 1999-2003 |
| Jacques Urbain                   | 2003-2005 |
| Joe Tshupula                     | 2005-2006 |
| Alexandre Czerniatynski          | 2006-2007 |
| Peter Mommaert                   | 2007-2008 |
| Jacques Urbain (2)               | 2008-2009 |
| Roland Van den Bossche (intérim) | 2009      |
| Carmelo Miceli (intérim)         | 2009      |
| Roberto Landi                    | 2009      |
| Zoltán Kovács                    | 2009-2010 |
| Dante Brogno                     | 2010-2012 |
| Giancarlo Oriolo (intérim)       | 2012      |
| Marc Wuyts (intérim)             | 2012      |
| Tom De Cock                      | 2012      |

| Nom                            | Période   |
| ------------------------------ | --------- |
| Ludo Wouters                   | 2012-2013 |
| Tom De Cock (2)                | 2013      |
| Jean-Pierre Vande Velde        | 2013      |
| Grégory Vanmelkebeke (intérim) | 2013-2014 |
| Jacques Urbain (3) (intérim)   | 2014      |
| Dražen Brnčić                  | 2014-2015 |
| Marc Grosjean                  | 2015-2018 |
| Luka Elsner                    | 2018-2019 |
| Thomas Christiansen            | 2019-2020 |
| Felice Mazzù                   | 2020-2022 |
| Karel Geraerts                 | 2022-2023 |
| Alexander Blessin              | 2023-2024 |
| Sébastien Pocognoli            | 2024-2026 |

### Anciens joueurs emblématiques
- Victor Boniface
- Ignazio Cocchiere
- Robert Coppée
- Paul Courant
- François Demol
- Pierre-Joseph Destrebecq
- Henri Diricx
- Émile Hanse
- Georges Hebdin
- Mathias Fixelles
- Julien Kialunda
- Loïc Lapoussin
- Henri Leroy
- Sanharib Malki Sabah
- Achille Meyskens
- Gaby Mudingayi
- Joseph Musch
- Harald Nickel
- Jules Pappaert
- Paul Philipp
- Edgard Poelmans
- Cameron Puertas
- Léonard Roufosse
- Alphonse Six
- Philibert Smellinckx
- Maryan Synakowski
- Jacques Teugels
- Teddy Teuma
- Maurice Tobias
- Jean-Marie Trappeniers
- Deniz Undav
- Jacques Van Caelenberghe
- Paul Van Den Berg
- François Vanden Eynde
- Siebe Van der Heyden
- Charles Vanderstappen
- Gustave Vanderstappen
- Joseph Vanderstappen
- André Vandeweyer
- Louis Van Hege
- Vital Van Landeghem
- Dante Vanzeir
- Oscar Verbeeck
- Jan Verheyen
- Maurice Vertongen

## Effectif professionnel actuel
En grisé, les sélections de joueurs internationaux chez les jeunes mais n'ayant jamais été appelés aux échelons supérieurs une fois l'âge-limite dépassé ou les joueurs ayant pris leur retraite internationale.

## Union scolaire Saint-Gilloise
L'Union scolaire Saint-Gilloise a été créée le 25 mai 1911, par des membres du « matricule 10 » mais avec une structure propre qui lui vaut d'être acceptée de manière distincte au sein de l'UBSSA (actuelle URBSFA), dès le 24 août 1911.
Cette entité est un « club satellite » de l'Union st-gilloise, pour laquelle elle est recrute et forme de nombreux jeunes de l'agglomération bruxelloise.
En décembre 1926, l'Union scolaire SG est reprise en regard du numéro 50 dans la première liste d'immatriculation des clubs, publiée par la fédération dans son organe officiel (« La Vie Sportive »).
L'Union scolaire dont les terrains se trouvaient « avenue de l'Aulne » à Uccle, puis à la « rue Joseph Bens », dans la même localité, devient autonome en 1947 et est reconnue « Société royale » en 1951.
L'Union scolaire Saint-Gilloise est dissoute en 1968, son matricule 50 est dès lors radié de la liste fédérale.

## Structures du club

### Stades
Depuis ses débuts, le club a joué dans différents lieux de la région bruxelloise.
- 1895-1898 : "Plaine du Sud" actuellement "place Maurice Van Meenen" (place de l'hôtel de ville) à Saint-Gilles.
- 1898-1900 : "Vélodrome de Longchamps" près du bois de la Cambre à Bruxelles-ville.
- 1900-1901 : "Rue Verte" à l'actuelle rue Marconi à Uccle.
- 1901-1908 : "Rue du Kersberg" actuellement rue Alphonse Asselbergs à Uccle.
- 1908-1919 : "Rue de Forest" actuellement rue Joseph Bens à Uccle.
- 1919-1926 : "Stade du Parc Duden" à la chaussée de Bruxelles 223 à Forest.
- 1926-2016 : "Stade Joseph Marien" à la chaussée de Bruxelles 223 à Forest (Version actuelle).
- 2016-2018 : Stade Roi Baudouin à la suite de la rénovation du stade du Parc Duden[19],[20].
- Depuis 2018 : "Stade Joseph Marien" à la chaussée de Bruxelles 223 à Forest[20].

Malgré son ancrage historique au Marien, la Royale Union saint-gilloise a récemment fait part de son souhait d'évoluer dans une enceinte plus grande. L'agrandissement du stade actuel n'est plus possible, du fait que la façade principale soit classée d'abord, et que le parc Duden soit lui aussi classé, pour préserver sa faune et sa flore. Elle a donc créé un dossier pour construire un nouveau stade, situé près du parc du Bempt à Forest. La capacité du futur stade est estimée à un peu moins de 20 000 sièges.

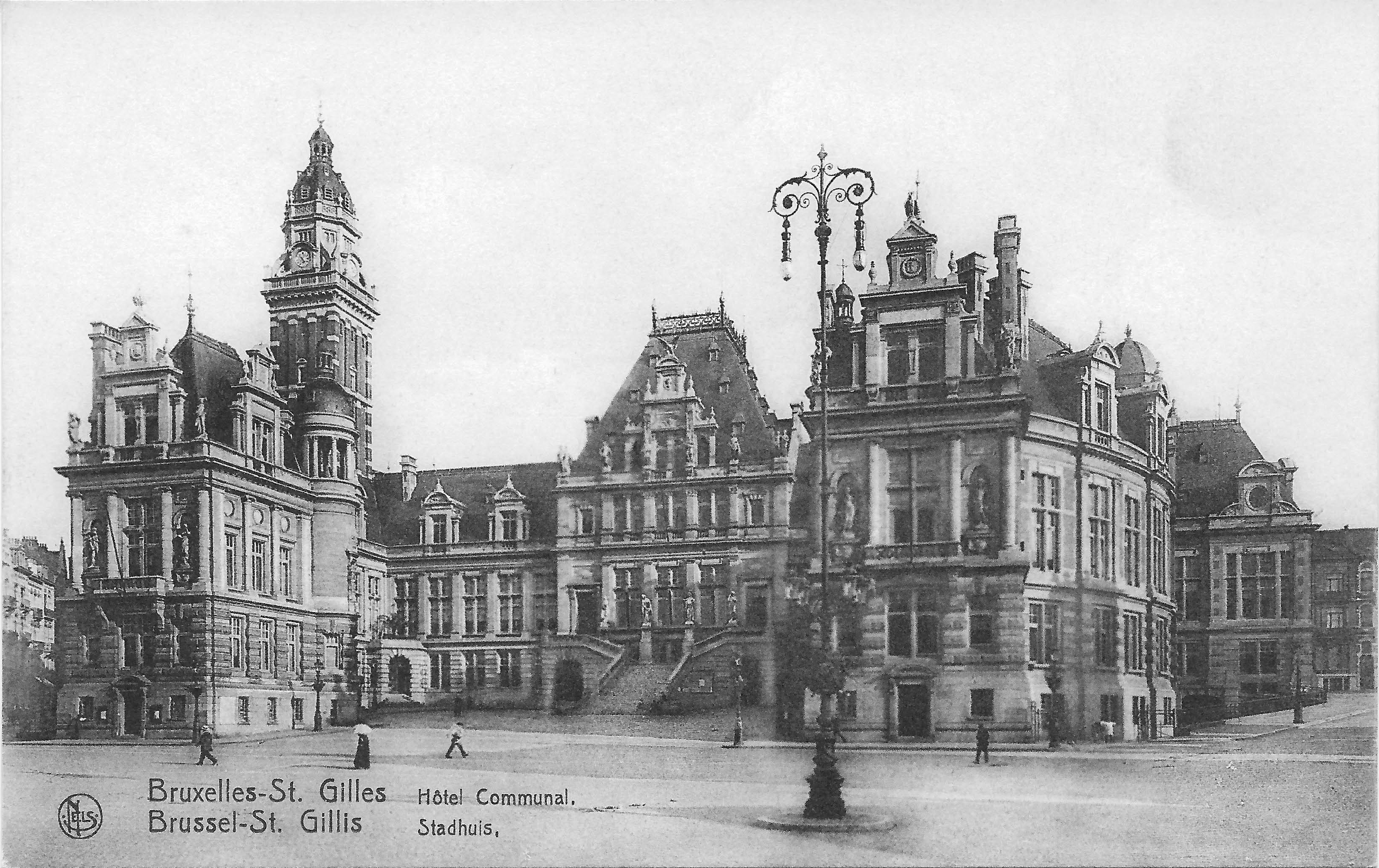
La place Maurice Van Meenen, où l'Union s'est déjà retrouvée au début de son histoire.
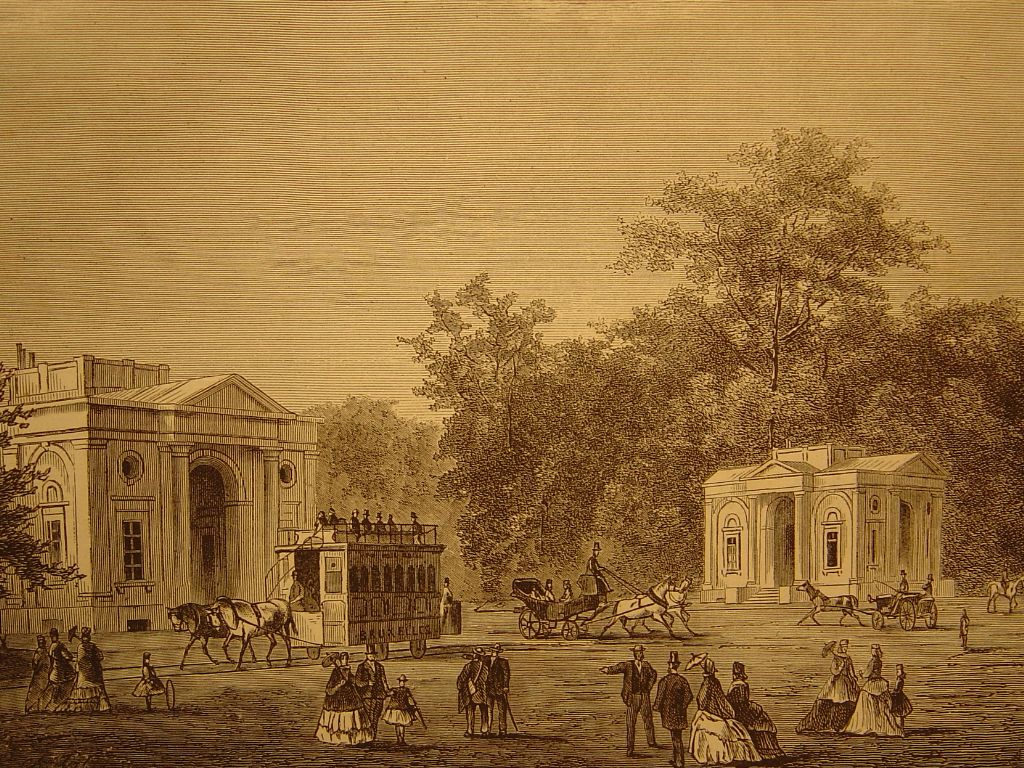
L'entrée du bois de la Cambre, contenant le vélodrome du Longchamps d'avant 20e siècle.
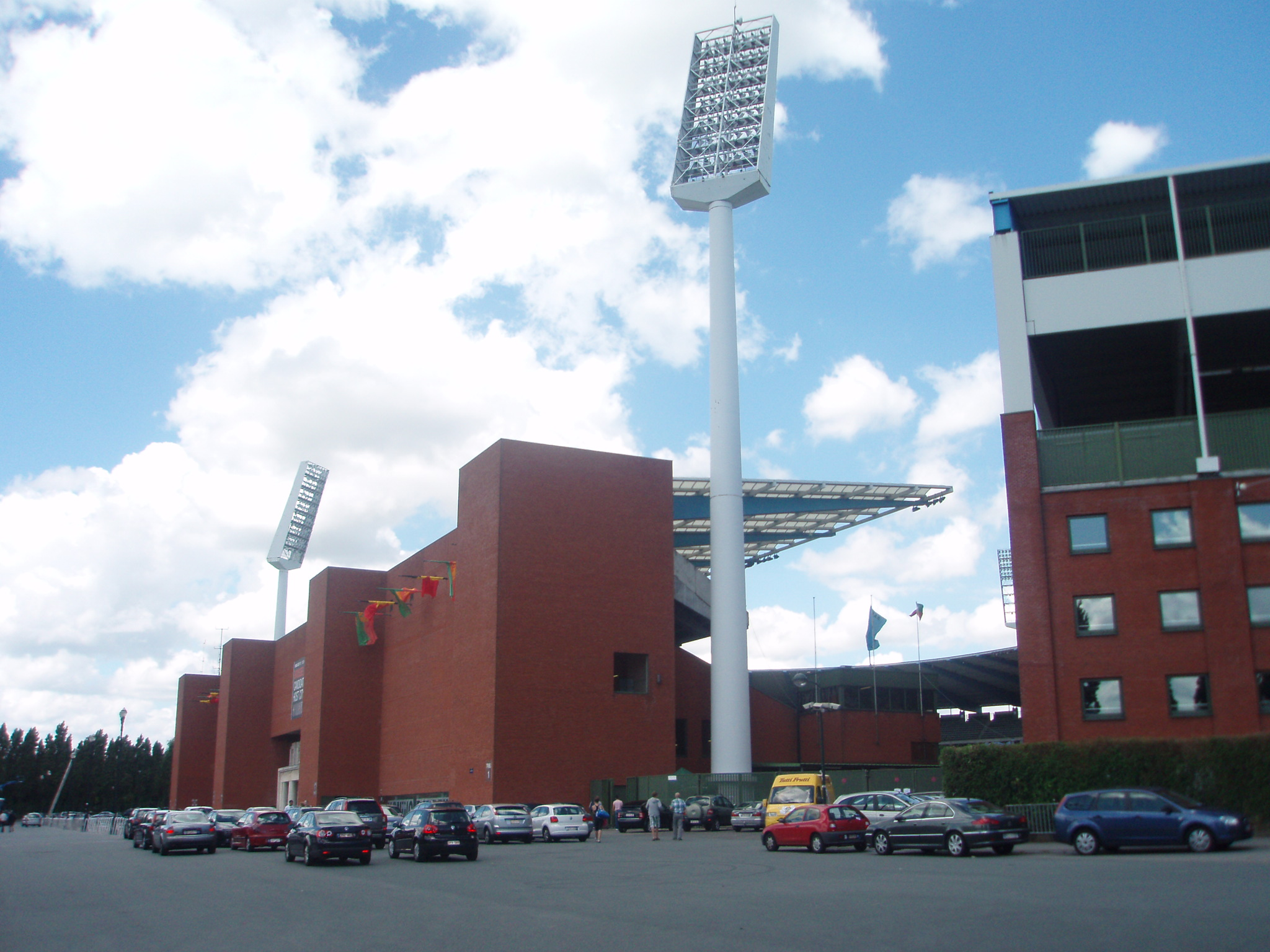
Le stade Roi Baudouin, ayant accueilli le club entre 2016 et 2018.
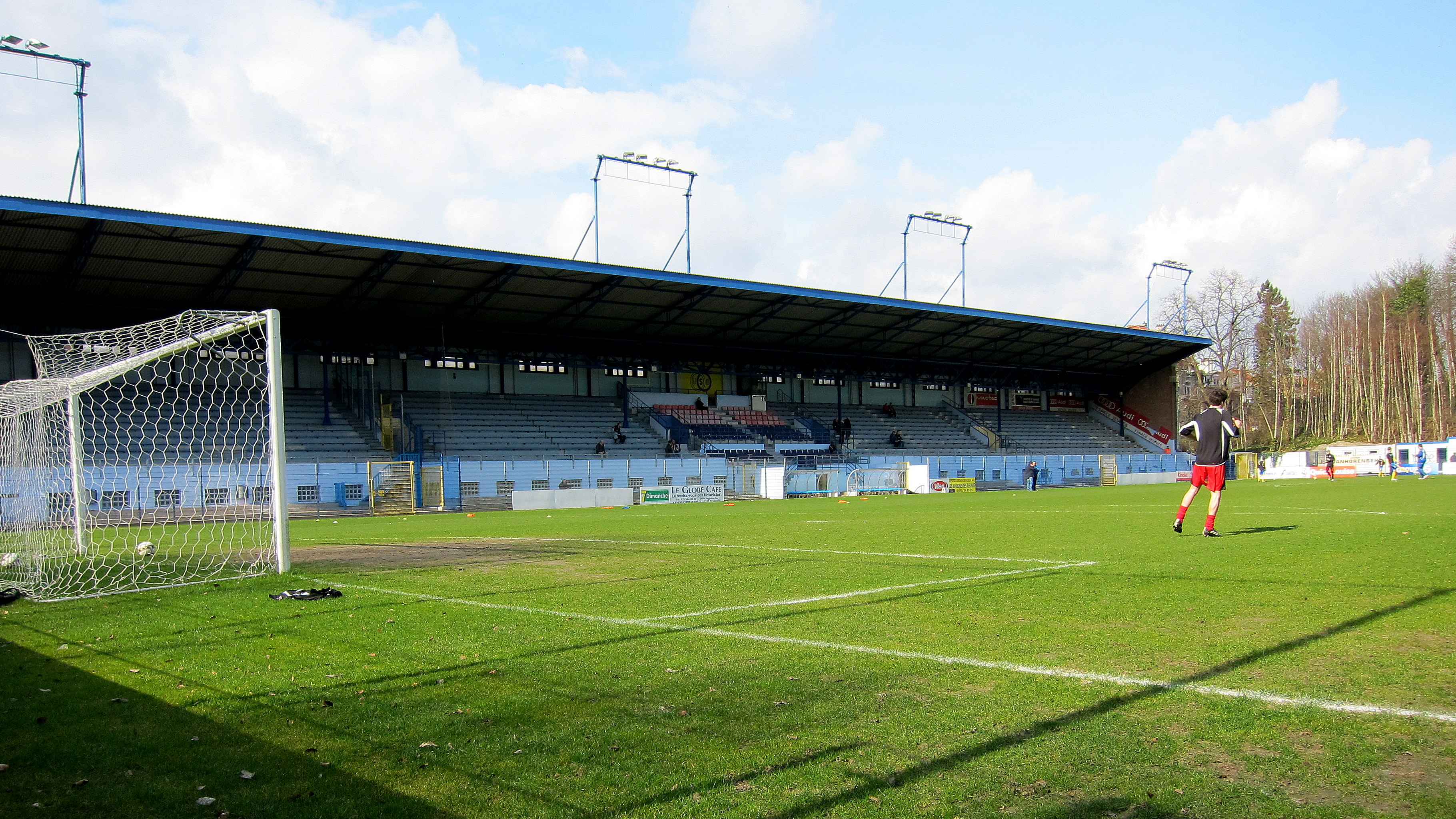
Le stade Joseph Marien, ayant hébergé l'équipe de 1919 à aujourd'hui (sauf entre 2016 et 2018).

## Autres équipes

### Équipe réserve, section U23 (RUSG Academy)
Le club dispose d'une équipe réserve, évoluant actuellement en D1 ACFF.

## Section féminine
Maillots
Dernière mise à jour : 30 juin 2025.
Le club possède également une section féminine, en activité depuis début 2021. L'équipe évolue actuellement en IP Seniors Dames ACFF.
Pour leur stade, il leur est déjà arrivé au moins une fois de jouer au Marien. Sinon, elles effectuent leurs rencontres sur la plaine des sports Corneille Barca. Depuis la saison 2024-2025, elles ont déménagé au stade de Bosstraat. Il existe par ailleurs une équipe de jeunes féminines, tout comme chez les hommes. Cette réserve joue la saison en Provinciale 2.
L'équipe vise à terme, tout comme les hommes, à retrouver les sommets professionnels du football, en rejoignant la Lotto League. L'un des objectifs étant aussi de promouvoir le sport féminin, encore peu mis en avant. Il y a la volonté de créer des équipes de jeunes joueuses, passant par plusieurs catégories d'âge. Des scores marquants ont déjà été inscrits, notamment une victoire 37-0 contre l'Anderlecht Milan en P3. Cependant, l'effectif n'est pas encore parfaitement expérimenté, certains automatismes doivent encore être créés. Le club s'incline encore lors de nombreuses rencontres, et doit s'affirmer pour monter au plus haut niveau tant désiré. Le passage entre les séries provinciales, et nationales met un certain temps pour être assimilé.
Les féminines saint-gilloises ont déjà eues des éléments renommés dans leur effectif. En termes de cadres purs, l'ancienne internationale belge Anaelle Wiard, a rejoint le groupe à l'été 2023, pour aider l'équipe dans son ambition. Lors de la saison 2024-2025, beaucoup de changements se font au niveau de l'effectif, notamment au niveau de l’entraîneur. L'équipe se sauve de justesse en troisième division, grâce notamment à une victoire lors de l'avant dernière journée face au RAS Jodoigne.
Voici l'effectif de l'équipe première féminine cette saison.

## Rivalités et amitiés avec les autres clubs

### Rivalités
Club emblématique du sud de Bruxelles et membre fondateur de la Fédération belge de football, l'Union a connu du fait de ses succès précoce un certain nombre de rivalités ou d'oppositions amicales avec d'autres clubs, notamment :
- le Daring Club de Bruxelles, rival historique (disparu en 1973). L'opposition Union-Daring a été immortalisée dans la pièce de théâtre Bossemans et Coppenolle (voir Culture ci-dessous) ;
- le Racing White Daring de Molenbeek (disparu en 2002), puis le FC Brussels (disparu en 2014) et le nouveau RWDM, tous les trois héritiers successifs du prestigieux Daring ;
- le Sporting d'Anderlecht, autre club du sud-ouest de Bruxelles. Jusque dans les années 1950, le Sporting faisait office de petit poucet, faisant régulièrement des aller-retours entre la première division et les divisions inférieures. Par la suite, la dégringolade sportive de l'Union combinée aux succès flamboyants du RSCA sur la scène belge et européenne inversa la tendance, faisant d'Anderlecht la puissance dominante du football belge d'après-guerre. Du fait des écarts sportifs, aucune réelle rivalité n'a vraiment existé entre l'Union et le Sporting Club d'Anderlecht, les supporteurs des deux clubs entretenant des relations plutôt cordiales voire amicales ;
- depuis la saison de D1B 2018-2019, certains supporteurs ont fait état d'un certain ressentiment envers le KV Malines, embourbé dans une affaire de matches truqués et coupable d'avoir transféré le défenseur de l'Union Thibault Peyre à la mi-saison, déstabilisant l'effectif saint-gillois dans le sprint final pour la course au titre.

Aucune rivalité formelle n'a existé avec le nouveau White Star Bruxelles (disparu en 2019), que les supporteurs saint-gillois considèrent comme un club artificiel tentant maladroitement de s'approprier l'histoire du défunt RWDM (disparu en 1973).

### Amitiés
Équipe phare des premières heures du football belge, l'Union entretient également des liens amicaux (parfois même fraternels) avec d'autres "grands anciens" du football belge, notamment :
- le Cercle de Bruges, premier club flamand sacré champion de Belgique en 1911 ;
- le RFC Liège, premier champion de Belgique de l'histoire en 1896 ;
- l'Antwerp, porteur du matricule 1 (fondé en 1880).

Depuis les retrouvailles entre le club et l'Antwerp, ainsi que le Cercle de Bruges dans l'élite, les rencontres se sont déroulées sans encombre. Pour les liens avec le RFC Liège, ils sont toujours forts aussi, même lors de simples rencontres amicales.
De par son actionnaire majoritaire et propriétaire, l'Union entretient des liens de principe avec le club anglais de Premier League de Brighton & Hove Albion, ce club prêtant régulièrement des joueurs prometteurs à l'Union.

## Culture
La pièce de théâtre à grand succès Bossemans et Coppenolle écrite en 1938 par Paul Van Stalle et Joris d'Hanswyck, se déroule sur le fond d'une intrigue sportive exacerbant la rivalité entre les deux grands clubs bruxellois de l'époque, le Daring Club de Bruxelles et l'Union Saint-Gilloise.
Même s'il en possède plusieurs à son honneur, le club reconnaît un chant ralliant ses supporters, avant et après chaque rencontre. Il s'agit de "Bruxelles, ma ville" s’entonnant de manière frénétique, pour amener le public à soutenir ses joueurs.